# Cycas bougainvilleana
Cycas bougainvilleana es una especie de Cycadopsida del género Cycas, de la familia Cycadaceae, del orden Cycadales.

## Distribución
Cycas bougainvilleana se distribuye por Papua Nueva Guinea (Bougainville, New Britain), Islas Salomón.

## Taxonomía
Fue descrita científicamente por K.D.Hill Fue publicado por primera vez en K.D.Hill. In: Austral. Syst. Bot. 7(6): 557-560, fig. 11. (1994).